# Asajirus hemisphericus
Asajirus hemisphericus är en sjöpungsart som först beskrevs av Monniot 1990.  Asajirus hemisphericus ingår i släktet Asajirus och familjen Hexacrobylidae. Inga underarter finns listade i Catalogue of Life.